# 역사에서 리더를 만나다
《역사에서 리더를 만나다》는 유필화 교수가 2010년에 발매한 도서이다.

## 줄거리
한비자, 처칠부터 이나모리 가즈오까지, 역사적인 리더 11인의 리더십 카운슬링
-그들은 어떻게 조직을 탁월하게 이끌었는가? 
한비자, 제갈공명, 처칠, 이순신, 이나모리 가즈오, 석가모니 등, 시대를 초월해 대한민국 CEO들이 좋아하는 리더십 대가들의 금쪽같은 메시지와 키워드가 이 책에 담겨 있다. 
1. 인재 풀과 역량이 부족한 중소기업 리더에 걸맞은 제갈공명 방식

“무릇 장수는 반드시 심복, 이목, 그리고 수족이 있어야 한다.” 지도자는 마음 놓고 믿을 수 있는 부하, 자신의 눈과 귀가 되어주는 부하, 손발처럼 움직일 수 있는 부하가 있어야 한다는 말이다. 뛰어난 부하는 뛰어난 지도자의 필수요건이다. 
1. 존중과 신뢰에 바탕을 둔 리더에게 지나친 관대는 오히려 해롭다는 인식을 주는 카이사르 방식

“전우 여러분! 나는 여러분에게 사랑받는 사령관이기를 원한다. 나만큼 여러분의 안전을 걱정하는 사람도 없을 것이며, 또 여러분이 경제적으로 풍족해지고 전사로서의 명예가 높아지기를 바라는 사람도 없을 것이다. 하지만 그렇다고 해서 병사들이 무엇이든 제멋대로 하게 내버려둔다는 뜻은 아니다.(중략) 여러분은 로마 시민이다. 로마 시민인 이상, 올바른 처신을 망각하는 것은 결코 용납되지 않을 것이다.”
1. 행복을 추구하되 규율을 갖고 엄하게 하라는 이나모리 가즈오

인기에 영합하는 것은 부하를 소선으로 이끄는 것이고, 규율을 갖고 엄하게 단련시키는 것은 그들을 크게 키우는 것이다. 이나모리 가즈오는 “대선은 비정非情과 비슷하고 소선은 대악大惡과 비슷하다“라고 말한다. 
1. 인간은 이기적인 동물이기에 술術에 따라 다스려야 한다는 한비자

‘술’에 의거해 다스리면 단지 사무실에 가만히 앉아 있기만 해도 세상이 잘 굴러간다. 하지만 술을 쓰지 않으면 몸이 으스러지도록 애써도 성과가 나지 않는다. 다시말해 “군주는 권력의 핵심만 쥐고 있으면 된다. 신하에게 맡기면 되는 것까지 자기가 하려고 하면 졸음이 오는 것이 당연하다”라는 뜻이다. 
1. 현장에 뛰어들어 적극적으로 커뮤니케이션한 처칠

처칠은 폐렴이 재발하여 체온이 39도까지 올라갔지만, 그 일주일 후에 루스벨트를 만나기 위해 다시 먼 여행을 떠난다. 그의 나이 68세의 노인이었다. 그는 런던에 공습 경보 사이렌이 울리면 안전한 곳으로 서둘러 대피하지 않고 폭격 장면을 보기 위해 지붕으로 올라갔다. 또한 그는 1944년 6월 6일에 감행된 노르만디 상륙작전에 직접 참여하려 했으나 왕 조지 6세까지 만류하는 바람에 이 계획을 접었다. 그는 실제로 현장에서 일이 잘되고 있는지 확인하고, 전쟁의 위험과 모험을 공유하고 싶어했다. 더불어 자신의 행동이 다른 사람에게 용기를 북돋아준다는 사실을 알고 있었기 때문에 위험을 무릅쓴 것이다. 
이렇듯 이 책에 등장하는 역사 리더 11인의 명철한 카운슬링에 귀기울이면 리더로서 당신의 행동에 어떤 잘못된 부분이 있는지, 어떻게 행동해야 하는지 바람직한 대안을 얻을 수 있다.

## 출판 정보
한국
ISBN 9788990872890